# 34-я гвардейская артиллерийская дивизия
34-я гвардейская артиллерийская Перекопская Краснознамённая, ордена Суворова дивизия (сокр. 34 ад, в/ч 34431) — тактическое соединение Сухопутных войск Российской Федерации.

## История
Сформирована в сентябре 1945 года в составе 4-го артиллерийского корпуса Группы советских войск в Германии сразу после окончания Второй мировой войны. В её состав вошли уже имевшиеся на тот момент и прошедшие Великую Отечественную войну армейские пушечные и корпусные артиллерийские бригады. Первоначально являлась 34-й пушечной артиллерийской дивизией, в/ч пп № 78253.
После вывода к 1994 году из ГДР размещена в п. Мулино (Нижегородская область) на месте расформированной 20-й учебной артиллерийской дивизии и подчинена Московскому военному округу. Вместе с управлением дивизии в п. Мулино были выведены и её 286-я, 288-я, 303-я и 307-я артиллерийские бригады, 122-я противотанковая артиллерийская бригада была выведена в г. Тамбов.
В 1994 году, в целях усиления воинского и патриотического воспитания личного состава дивизии и для продолжения боевых традиций, дивизии были переданы боевое знамя, исторический формуляр и почётные наименования расформированной 2-й гвардейской артиллерийской Перекопской Краснознамённой, ордена Суворова дивизии.
В 2009 году дивизия была расформирована.
9 мая 2025 года колонна самоходных гаубиц Мста-С 34-й гвардейской артиллерийской дивизии проехала по Красной площади на Параде Победы.
26 июля 2025 года 34-й артиллерийской дивизии вручено Боевое знамя.

## Состав

### 1945 год
- управление, в/ч 78253 (г. Потсдам);
- 30-я гвардейская пушечная артиллерийская Пражская Краснознамённая, орденов Кутузова и Богдана Хмельницкого бригада;
- 38-я гвардейская пушечная артиллерийская Калинковичская дважды Краснознамённая, орденов Суворова и Кутузова бригада;
- 148-я пушечная артиллерийская Брестская орденов Суворова бригада;
- 4-я корпусная артиллерийская Пражская Краснознамённая, орденов Кутузова и Богдана Хмельницкого бригада[1].

### 1989 год
- управление, в/ч 55872 (г. Потсдам)
- 286-я гвардейская гаубичная артиллерийская Пражская Краснознамённая, орденов Кутузова и Богдана Хмельницкого бригада, в/ч 50560 (г. Потсдам) (72 2С3 «Акация»)
- 288-я тяжёлая гаубичная артиллерийская Варшавская Краснознамённая, ордена Кутузова бригада, в/ч 50618 (г. Хемниц) (72 2А65 «Мста-Б»)
- 303-я гвардейская пушечная артиллерийская Калинковичская дважды Краснознамённая, орденов Суворова и Кутузова бригада, в/ч 50432 (г. Альтенграбов) (72 2С5 «Гиацинт-С»)
- 307-я реактивная артиллерийская Бранденбургская ордена Кутузова бригада, в/ч 80847 (г. Хемниц) (72 9П140 «Ураган»)
- 122-я противотанковая артиллерийская бригада, в/ч 11604 (г. Кёнигсбрюк) (МТ-12, ПТУР)
- 199-й отдельный медицинский батальон, в/ч 50642 (г. Потсдам);
- 1249-й батальон материального обеспечения, в/ч 55946 (г. Потсдам)[6][7].

### 2007 год
- управление (п. Мулино)
- 288-я тяжёлая гаубичная артиллерийская Варшавская Краснознамённая, ордена Кутузова бригада (п. Инженерный);
- 303-я гвардейская пушечная артиллерийская Калинковичская дважды Краснознамённая, орденов Суворова и Кутузова бригада (п. Мулино);
- 355-я пушечная артиллерийская бригада (п. Инженерный);
- 335-я учебная артиллерийская бригада (п. Мулино);
- 24-й отдельный самоходный миномётный дивизион (п. Инженерный)[8].

### 2025 год
- управление (п. Мулино)
- 273-я артиллерийская бригада
- 303-я артиллерийская бригада
- 62-й отдельный батальон управления
- 1249-й отдельный батальон материального обеспечения[9]